# Gaußstein (Dörenberg)

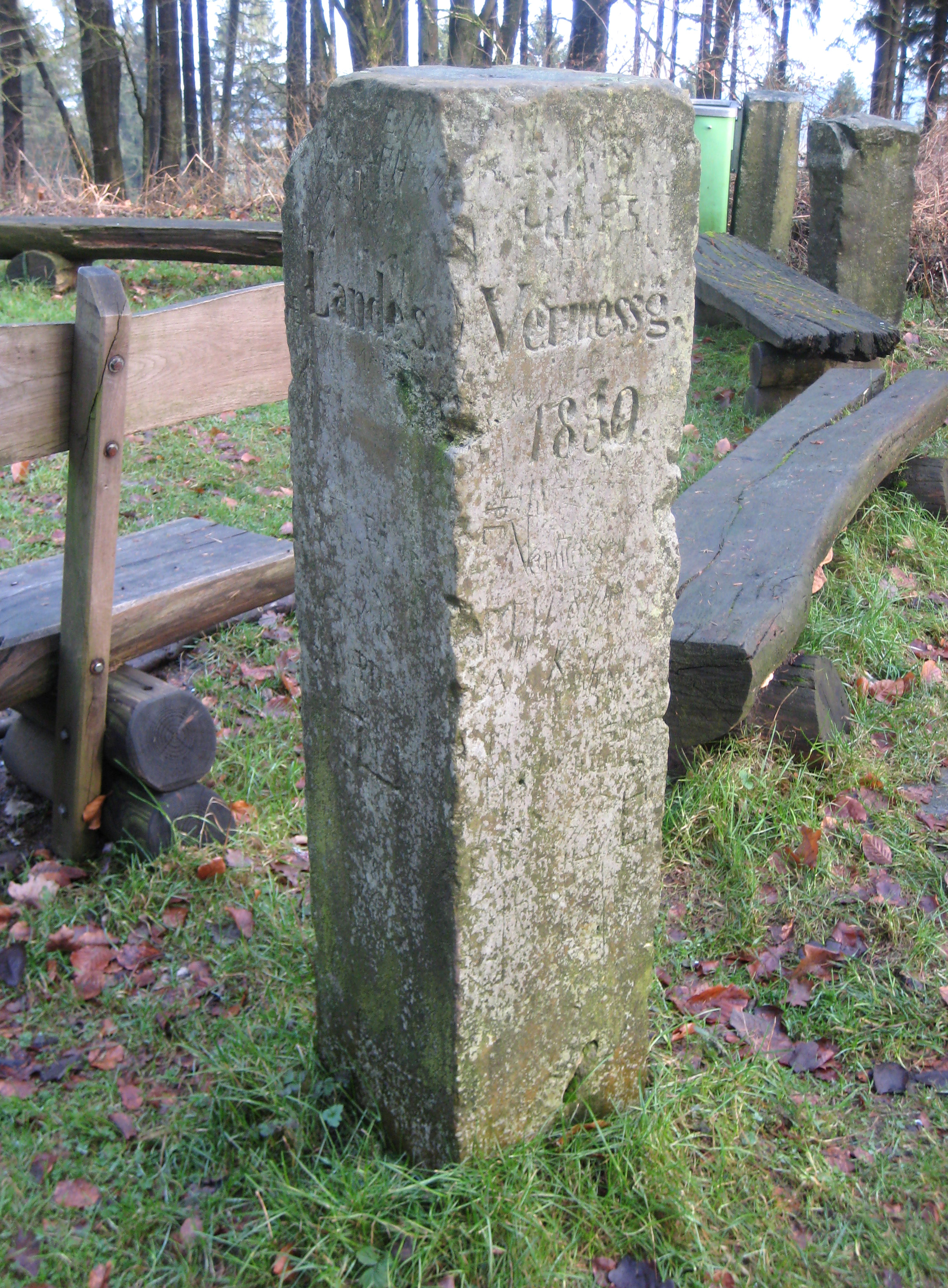
Gaußstein auf dem Dörenberg

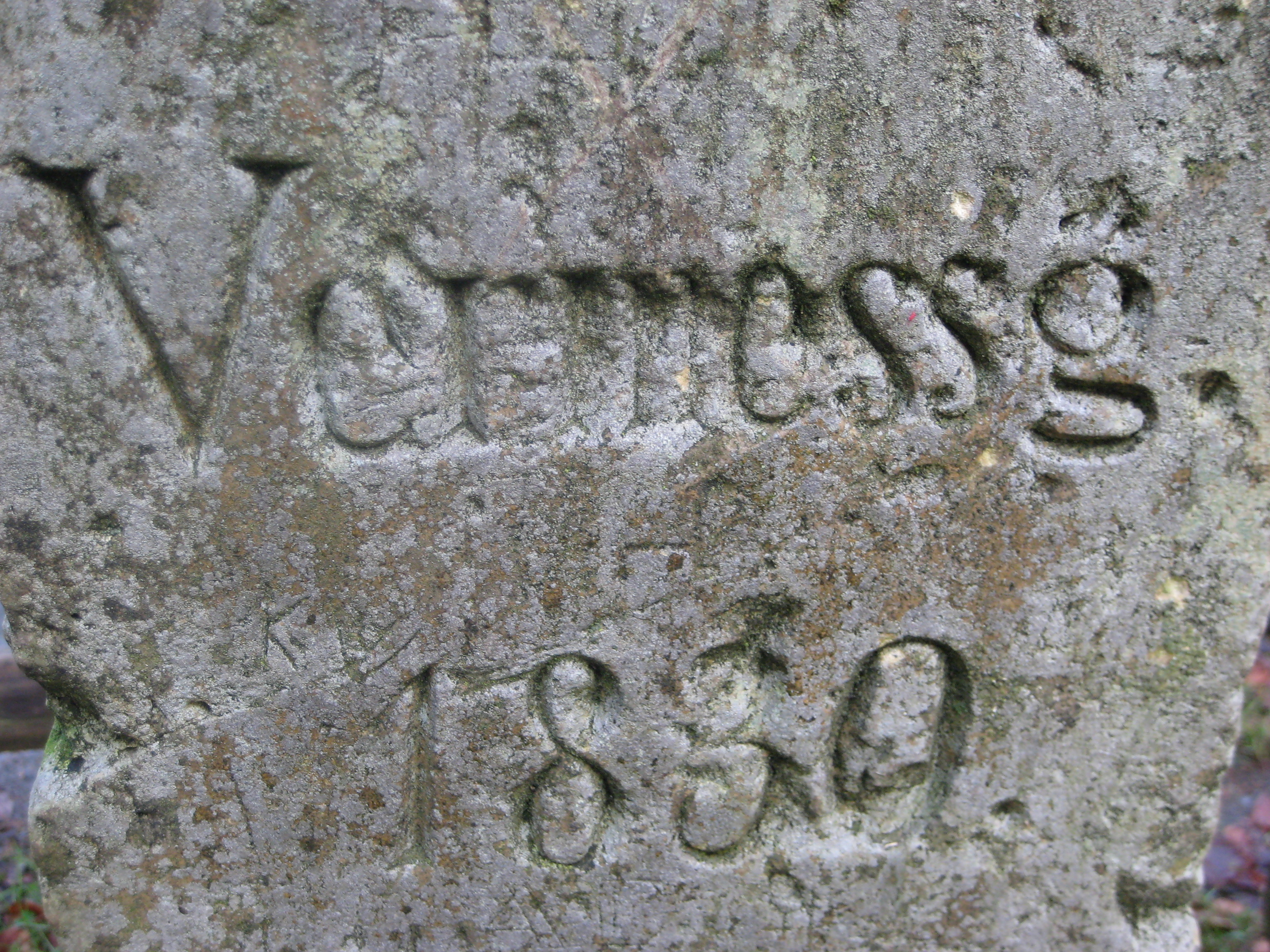
Jahreszahl 1830 auf dem Stein

Der Gaußstein auf dem Dörenberg ist ein denkmalgeschützter Vermessungspfeiler beim Georgsmarienhütter Stadtteil Oesede im niedersächsischen Landkreis Osnabrück. Der Gaußstein diente der Vermessung des Königreichs Hannover und bildete einen Eckpunkt des Hauptnetzes der Triangulation.

## Beschreibung
In den 1,2 m hohen Sandsteinpfeiler mit einer Kantenlänge von 29 cm ist auf drei Seiten fortlaufend: „Hannov. Landes. Vermessg. 1830.“ eingemeißelt. Es ist nicht der originale Stein, der vermutlich wie viele andere Gaußsteine aus Furcht vor Veränderungen des Steuerwesens von Landbesitzern und Bauern zerstört wurde. Zweck der Vermessung war es, eine Grundlage für die Grundsteuer zu bekommen. Der heute vorhandene Stein könnte 1860 von Offizieren des Hannoverschen Generalstabs als Ersatz für den ersten Stein aufgestellt worden sein.
Der 331,2 m ü. NHN hohe Dörenberg wurde bereits bei der Vermessung durch den französischen Oberst Epailly 1804/1805 als Vermessungspunkt genutzt. 1824 wurde der Punkt erneuert und 1825 mit einer kleinen Pyramide überbaut. 1829 nutzte Georg Wilhelm Müller den Dreieckspunkt für die Hannoversche Triangulation. 1830 führte Joseph Gauß, der Sohn des Geodät Carl Friedrich Gauß, Messungen von der Stelle aus durch und ließ einen Gaußstein errichten. Von dort aus peilte er andere Messpunkte zur Winkelbestimmung an, wie den 140 m hohen Queckenberg in der Ankumer Höhe und den Pulverturm der Burg Bentheim. Auch danach diente der Stein als Triangulationspunkt für Landesvermessungen, unter anderem für die Preußische Landesaufnahme.